# Panagudi
Panagudi es una ciudad y nagar Panchayat situada en el distrito de Tirunelveli en el estado de Tamil Nadu (India). Su población es de 29895 habitantes (2011). Se encuentra a 49 km de Tirunelveli y a 90 km de Thoothukudi.

## Demografía
Según el censo de 2011 la población de Panagudi era de 29895 habitantes, de los cuales 14759 eran hombres y 15136 eran mujeres. Panagudi tiene una tasa media de alfabetización del 85,97%, superior a la media estatal del 80,09%: la alfabetización masculina es del 90,31%, y la alfabetización femenina del 81,78%.